# دودمان بیست و هشتم مصر
دودمان بیست و هشتم مصر، که توسط مورخان به عنوان سومین دودمان مصر دوران پایانی مصر باستان به‌شمار می‌رود، دودمانی پادشاهی در مصر باستان بود که از سال ۴۰۴ تا ۳۹۸ پیش از میلاد طول کشید و تنها یک فرعون به نام آمیرتئوس، که به پسامتیک پنجم مشهور است، داشت. آمیرتئوس احتمالاً نوه آمیرتائوس ساییس بود که به همراه ایناروس دوم (نوه فرعون پسامتیک سوم)، شورشی را بین سال ۴۶۵ پیش از میلاد، علیه شاهنشاهی هخامنشی و ساتراپ مصر وقت  هخامنش رهبری کرد.

## تاریخ
در اوایل سال ۴۱۱ پیش از میلاد، یک مصری به نام آمیرتئوس شورشی علیه داریوش دوم، شاهنشاه هخامنشی و آخرین فرعون سلسله بیست و هفتم، به راه انداخت. آمیرتئوس در ۴۰۵ سال قبل از میلاد با کمک از مزدوران یونانی خود موفق به اخراج ایرانیان از مصر شد و در سال ۴۰۴ پیش از میلاد، پس از مرگ داریوش، خود را یه عنوان فرعون مصر اعلام کرد. اگر چه جانشین داریوش، اردشیر دوم، تلاش کرد تا مصر را دوباره فتح کند، اما به دلیل مشکلات داخلی به خصوص شورش برادرش، کوروش کوچک، نتوانست این خواسته‌اش را عملی کند. این امر به آمیرتئوس اجازه داد تا حکومت خود را بر مصر تقویت کند.
اطلاعات در مورد حکومت آمیرتئوس در مصر بسیار اندک است. هیچ اثر و سند تاریخی از این سلسله پیدا نشده‌است.
آمیرتئوس در سال ۳۹۸ پیش از میلاد، توسط نفرتیتس، مؤسس سلسله بیست و نهم، سرنگون و اعدام شد. درنتیجه دودمان بیست و هشتم مصر پس از شش سال به پایان رسید.

## فهرست فرعون‌های دودمان بیست و هشتم
| نام                                     | نگاره | سلطنت                | نام سلطنتی | توضیحات                                |
| --------------------------------------- | ----- | -------------------- | ---------- | -------------------------------------- |
| آمیرتئوس / پسامتیک پنجم/ پسامتیکوس پنجم |       | ۴۰۴–۳۹۸ پیش از میلاد |            | اولین و آخرین فرعون دودمان بیست و هشتم |